# Voetbalkampioenschap van Zuid-Hannover-Braunschweig 1931/32
In 1931/32 werd het negende voetbalkampioenschap van Zuid-Hannover-Braunschweig gespeeld, dat georganiseerd werd door de Noord-Duitse voetbalbond. 
De top vier kwalificeerde zich voor de Noord-Duitse eindronde. De eindronde werd geherstructureerd en de zestien deelnemers werden over vier groepen van vier verdeeld. Enkel Arminia kon groepswinnaar worden en zich plaatsen voor de finalegroep, waarin de club laatste werd. 

## Oberliga
| Plaats | Club                      | Wed. | W  | G | V  | Saldo | Ptn   |
| ------ | ------------------------- | ---- | -- | - | -- | ----- | ----- |
| 1.     | SV Arminia Hannover       | 16   | 11 | 4 | 1  | 63:26 | 26:6  |
| 2.     | SV Eintracht Braunschweig | 16   | 8  | 3 | 5  | 37:29 | 19:13 |
| 3.     | VfB 1904 Peine            | 16   | 8  | 2 | 6  | 36:29 | 18:14 |
| 4.     | RSV 1906 Hildesheim       | 16   | 8  | 2 | 6  | 35:39 | 18:14 |
| 5.     | SC Leu 1906 Braunschweig  | 16   | 5  | 4 | 7  | 35:41 | 14:18 |
| 6.     | VfB 04 Braunschweig       | 16   | 7  | 0 | 9  | 42:52 | 14:18 |
| 7.     | Hannoverscher SV 96       | 16   | 5  | 3 | 8  | 37:31 | 13:19 |
| 8.     | SC 1911 Hötensleben       | 16   | 6  | 1 | 9  | 28:44 | 13:19 |
| 9.     | Hannoversche SpVgg 1897   | 16   | 3  | 3 | 10 | 26:48 | 9:23  |

|  | Kampioen, geplaatst voor Noord-Duitse eindronde |
|  | Geplaatst voor Noord-Duitse eindronde           |
|  | Degradatie                                      |